# Serra da Cabreira
La Serra da Cabreira es una elevación del Portugal Continental, con 1.262 metros de altitud, en el Alto do Talefe. Se sitúa en el Baixo Minho, principalmente en los concejos de Vieira do Minho y Cabeceiras de Basto. Debe destacarse, aparte del ya mencionado Alto do Talefe, la aldea conservada de Agra, los viveros de Turio y Serradela. 

## Ríos
En la Serra da Cabreira nacen los ríos:
- Saltadouro
- Río Ave